# Knud Holten
Knud Holten (født 20. december 1945 i København) er en dansk forfatter og journalist.
Holten tog Realeksamen i 1962, og debuterede med en novelle i et dagblad samme år. Holten blev uddannet som journalist i 1965, blev redaktionschef i 1966, fik sin romandebut samme år og virkede siden 1967 udelukkende som skønlitterær forfatter.
Han arbejdede som redaktør af Forlaget Sommerskos serie af Ny Dansk Litteratur 1973-74.
Holten blev i 1966 gift med malerinde Rigge Gorm Holten (f. 1943), og er far til billedhugger Kasper Holten (f. 1967).

## Udgivelser
- Den ualmindelige kat, Ars : 1966
- Goddag skæbne, roman, Gyldendal : 1967
- Findes der en ridder i orange?, foto af Morten Bo, 45 sider, Lund & Jacobsen : 1968
- Kaspers rejse til de mærkelige væseners land : et eventyr for børn, Spectator : 1969
- Suma-x, Gyldendal : 1969
- Da Spirpen kom til Lillerød og andre eventyr, Spectator : 1970
- Myten om fuglen F : fra et udbredt liv i mange farver, 33 blade, med skrift af Eric Mourier, Den Grafiske Højskole, 1970.
- Øjeblikkelige eventyr, noveller, Gyldendal : 1971
- Johnny Wagtail og Pussy Galore, novelle i Gyldendals magasin 3, ved Erik Vagn Jensen, Gyldendals tranebøger : 1971
- Velsignelsens æg, novelle i Værsgo og spis, ved Klaus Rifbjerg, Gyldendal : 1972
- Balladen om Kermit den dødelige, digt, Gyldendal, 1972.
- Med hjertet i livet : roman, Gyldendal : 1972
- Den rundtossede Stjerne-Sluger og andre eventyr, Spectator : 1971.
- Lille håndleksikon over nyopdagede mærkelige væsener : til brug for børn og voksne blandt mennesker og dyr osv., 13 blade, Sommersko : 1973, 1974(2)
- Englen med det langsomme smil (Minder og mirakler, nr. 1), Gyldendal : 1975
  - Samlerens Bogklub, i.e.2.udg. : 1978
- Krammelammen’s vilde ferietur og andre eventyr, Fremad : 1975
- Velsignelse i utide, novelle i Gyldendals magasin 17, ved Erik Vagn Jensen, Gyldendal : 1975
- Feberfrihed (Minder og mirakler, nr. 2), Gyldendal : 1977
  - Samlerens Bogklub, i.e.2.udg. : 1977
- Jens-Flemming Sørensen, Galleri 22 : 1978
- Skarpslebne drømme : et udvalg, Dansklærerforeningen : 1978
- Jonas og den elektriske Stjerne-Fisk, novelle i Ny litteratur for femte, ved Esther og Tage Hansen & Poul Billeskov Jansen, Gyldendal, 1. udg. : 1979, 1990(4)
- Da Ilpen skulle have briller, novelle i Den sidste løsning og andre noveller, ved Torben Weinriech, Borgen, 1. udg. : 1979, 1989(6)
- Karfunkel-Jægerne : en eventyr-roman, Gyldendal : 1980
- Genfærds-rytter radiospil, DR 1981.
- Forvandlings-Maskinen, radiospil, DR 1983.
  - Gyldendals Børnebogklub, i.e.2.udg. : 1988
  - Gyldendal, 3. udg. : 1995
- Wiener-labyrinten eller 24 gode timer, novelle i Danske fortællinger 1980, Vindrose : 1980
- Terroristens Drøm digt, i: "Vigtige Digte", Tiderne Skifter, 1979.
- Islam, tænkt i blåt... digt i:"Lyrik 80", Gyldendals Magasin 1980.
- Skibsdreng, digte, Vindrose : 1981
- Hemmelige digte, Vindrose : 1982
- Grev Vampiro i Bøvlestrup, novelle i Gyserhistorier, bind 1, Forum, 1. udg. : 1982, 1983(2)
- novelle i Spøgelser, ved Erik Rønn, Nyt Nordisk Forlag (Arbejd med dansk!) : 1987
- Spejl-ørkenens gåde (Alex på eventyr, nr. 1), 145 sider, Gyldendal : 1982, 1986(2), 1997(3)
  - Gyldendals Bogklubber : 1995
  - Gyldendal, 2. udg. : 2001(1), 2004(2)
- Troldmands-krigen og andre udvalgte eventyr, Gyldendal : 1982
- Drømmenes hersker (Alex på eventyr, nr. 2), Gyldendal : 1983
  - Gyldendals Bogklubber : 1995
  - Gyldendal, 2. udg. : 2001(1)
- Dødelige fortællinger, noveller, Vindrose : 1983
- Trolddoms-Krigen skuespil, Zangenbergs Teater, 1987.
- Forestillinger, digte, Vindrose : 1985
- Rosa Fantomas hævn (Alex på eventyr, nr. 3), Gyldendal : 1985, 1986(2)
- Freelancer prosadigt i Booktraders Julehefte, København 1992 (kortfilmatiseret af Torben Skjødt Jensen 1995).
  - Gyldendals Bogklubber : 1995
  - Gyldendal, 2. udg. : 2001(1)
- Den forunderlige rum-vandrer, skuespil, Gyldendal : 1986
- Et hjerte af stål, novelle i Jagten på Gud : højtlæsningsfortællinger, ved Hanne Olsen, Fremad (Science fiction historier for børn) : 1986
- Åndemanernes planet (Alex på eventyr, nr 4), Gyldendal : 1986, 1987(2)
  - Gyldendals Bogklubber, 2. udg. : 1996
  - Gyldendal, 2. udg. : 2001
- Der var engang", roman, Gyldendal, 1992
- Tor´s Hammer, skuespil, Zangenbergs Teater, 1993 og 1998.
- Fu Ling’s testamente (Alex på eventyr, nr 5), Gyldendal : 1994
  - Gyldendals Bogklubber : 1997
- Flamme-øglens tåre (Alex på eventyr, nr. 6), Gyldendal : 1999
  - Gyldendals Bogklubber, 1. bogklubudg. : 2000(1)
  - Gyldendal, 2. udg. : 2001(1)
- Daggry-Snapperenog Landet Længere Væk i Landet Længere Væk red.: Nanna Gyldenkærne, Høst & Søn, 2002.
- Vrøvli: Børnenes Ænsyklopædi, Gyldendal 2007

## Litterære priser
Knud Holten fik flere priser. Blandt andet kan der nævnes:
- Sally Behrens´ Forfatterlegat 1968
- Statens Kunstfonds 3-årige stipendium 1970
- Nordisk rejsestipendium for forfattere 1971
- Gyldendals boglegat 1972
- Emma Bærentzens Legat 1973
- Direktør J P Lund og hustru Vilhelmine f. Bugges Legat 1975
- Carl Møllers Forfatterlegat (Humoristlegatet) 1975
- Otto Benzons Legat & Georg Brandes Medaljen 1978
- Poeten Poul Sørensen og fru Susanne Sørensens Legat 1985 og 1986
- Børnebibliotekarernes Kulturpris 1986
- Harald Kiddes og Astrid Ehrencron-Kiddes Legat 1986 og 1995
- Peder Jensen Kjærgaard og Hustrus Legat 1976 og 1991
- Madame Hollatz Legat 1993, Kommunernes Skolebiblioteksforenings Forfatterpris 1995
- Beatrice-Prisen 1996
- Statens Kunstfonds livsvarige ydelse 1997
- Gyldendals Boglegat for børnebogsforfattere 2001.